# Storthyngurella benti
Storthyngurella benti là một loài chân đều trong họ Munnopsidae. Loài này được Wolff miêu tả khoa học năm 1956.